# Sinoxylon ceratoniae
Sinoxylon ceratoniae är en skalbaggsart som först beskrevs av Carl von Linné 1758.  Sinoxylon ceratoniae ingår i släktet Sinoxylon och familjen kapuschongbaggar. Arten förekommer tillfälligt i Sverige, men reproducerar sig inte. Inga underarter finns listade i Catalogue of Life.